# Verrières (Aveyron)
Verrières település Franciaországban, Aveyron megyében. Lakosainak száma 364 fő (2022. január 1.). Verrières Aguessac, Compeyre, Millau, Rivière-sur-Tarn, Saint-Beauzély, Saint-Léons, Sévérac-d'Aveyron és Vézins-de-Lévézou községekkel határos.

## Népesség
A település népessége az elmúlt években az alábbi módon változott:
| Lakosok száma | 368  | 351  | 342  | 368  | 426  | 450  | 454  | 429  | 378  | 364  |
|               | 1968 | 1982 | 1999 | 2006 | 2011 | 2015 | 2017 | 2018 | 2020 | 2022 |